# Maslama ibne Abedal Maleque ibne Maruane
Maslama ibne Abedal Maleque ibne Maruane (em árabe: مسلمة بن عبد الملك; romaniz.: Maslama ben Abd al-Malik ibn-Marwan; Μασαλμᾶς, Masalmas nas fontes gregas; fl. 705 — 24 de dezembro de 738) foi um príncipe omíada e um dos generais árabes mais proeminentes das primeiras décadas do século VIII, que comandou várias campanhas militares contra o Império Bizantino e contra o Canato Cazar. Tornou-se célebre sobretudo por ter liderado o segundo cerco árabe a Constantinopla, a capital bizantina (717–718) e pelo reforço da presença muçulmana no Cáucaso, onde ficou conhecido como o fundador da "Derbente islâmica" (atualmente no Daguestão, Rússia).

## Biografia
Maslama era filho do califa omíada Abedal Maleque ibne Maruane (r. 685–705) e meio-irmão dos califas Ualide I (r. 705–715), Solimão (r. 715–717), Iázide II (r. 720–724) e Hixame (r. 724–743). Devido à sua mãe ser uma escrava, foi excluído da linha de sucessão. A primeira menção a Maslama relata-o como comandante, juntamente com o seu irmão Alabás ibne Alualide, de uma campanha militar de verão contra os bizantinos (sawa´if) em 705. A sua primeira grande expedição foi a campanha de 707-708 contra a cidade bizantina de Tiana, lançada como retaliação pela derrota e morte do destacado general Maimun, o Mardaíta no ano anterior. Os árabes cercaram a cidade e derrotaram uma força bizantina de reforço enviada na primavera de 708, após o que a cidade se rendeu. Alguns meses depois, no verão do mesmo ano, Maslama comandou outra expedição na Anatólia e derrotou um exército bizantino perto de Amório. Em 709 fez um raide na Isáuria.

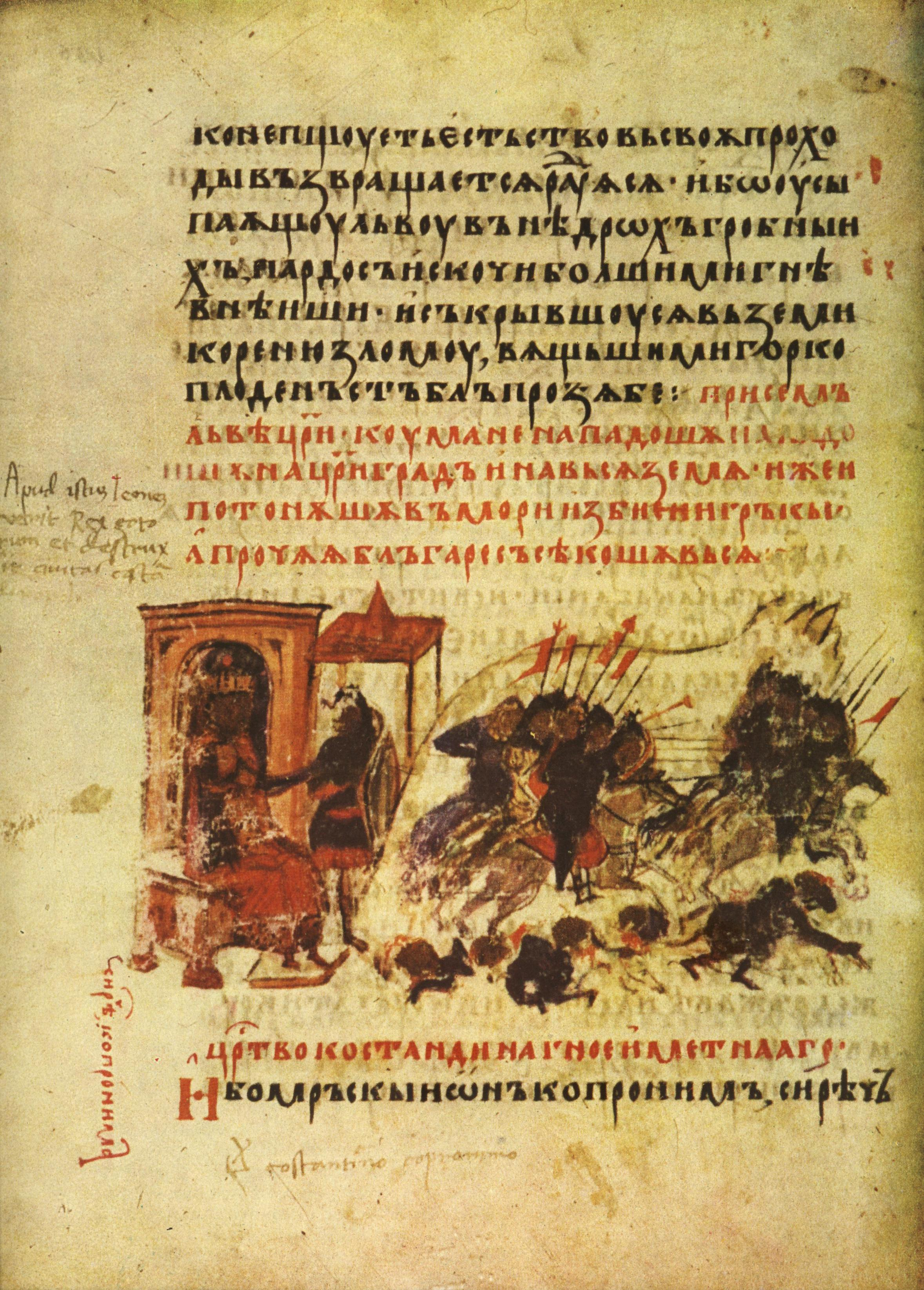
Ataque das tropas de Maslama durante o Cerco de Constantinopla de 717-718, numa tradução búlgara da Crónica de Constantino Manasses (século XII)

No mesmo ano de 709, Maslama foi nomeado governador militar da Arménia e do Azerbaijão, sucedendo ao seu tio Maomé ibne Maruane. Além do cargo de governador de Junde de Quinacerim, que já ocupava, isso deu-lhe o controlo efetivo de toda a fronteira noroeste do califado. Com este posto, lançou várias campanhas contras os bizantinos, devastando a Galácia e saqueando Amásia em 712, e conquistando Melitene em 714. Maslama foi também o primeiro dirigente árabe a estender a presença do califado ao Cáucaso, iniciando os conflitos diretos com os cazares. Em 710 e depois em 714, Maslama marchou com o seu exército até Babal Abuabe (Derbente), que tomou e destruiu durante a última expedição.
A partir de 715 foi o principal general a levar a cabo os planos de Solimão para conquistar a capital do Império Bizantino, Constantinopla. Depois de avançar com o seu exército através da Ásia Menor, liderou o Segundo Cerco Árabe a Constantinopla em 717 e 718, que resultou num completo fracasso. As tropas árabes não conseguiram vencer as defesas bizantinas, a marinha foi rechaçada por fogo grego, a nova arma dos bizantinos, e as tropas em terra sofreram muito, tanto pelos ataques de tropas búlgaras, como de doença e fome. O cerco foi levantado em agosto de 718 ou ordem do califa Omar II. Segundo a obra do século X do imperador Constantino VII Porfirogênito (r. 913–959), Sobre a Administração Imperial, foi Maslama quem levou os bizantinos a construírem a primeira mesquita de Constantinopla, perto do pretório. Segundo a tradição otomana posterior, teria sido Maslama quem construiu a Mesquita Árabe, situada então nos arredores de Constantinopla propriamente dita, em Gálata, o que é geralmente considerado uma lenda, a qual coloca a construção da suposta mesquita no século VII, possivelmente por confundir o cerco de Maslama com o primeiro cerco árabe, de 674-678. Na realidade, a mesquita nas proximidades do pretório foi erigida cerca de de 860, como resultado de uma embaixada árabe que visitou a cidade nesse ano.
Depois do fracasso em Constantinopla, Maslama foi enviado para o Iraque, para reprimir os carijitas. Depois da morte de Omar e da ascensão do seu irmão Iázide II a califa em 720, Maslama foi encarregue de esmagar a revolta de Iázide ibne Almoalabe, o qual foi derrotado e morto em agosto de 720. Apesar disso, caiu em desgraça para o califa, que se ressentia e temia o seu poder como governador dos "dois Iraques", bem como da sua possível interferência na sucessão: Maslama era a favor de seu irmão Hixame, e contra o filho de Iázide, Ualide. Pouco depois, Iázide demitiu Maslama dos seus cargos, pretensamente porque ele tinha falhado na entrega dos impostos das suas províncias a Damasco.

Mapa político do Cáucaso c. de 750

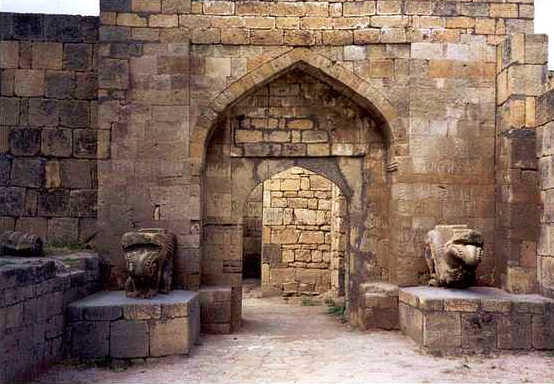
Porta da fortaleza de Derbente

Maslama volta à ribalta em 725, quando Hixame, pouco depois se tornar califa, o envia para substituir Aljarrá ibne Abedalá na frente do Cáucaso contra os cazares. A  condução da guerra contra estes é entregue a Alharite ibne Anre Atai. No inverno de 725, Maslama comanda uma expedição contra a Ásia Menor a partir de Melitene, a qual culminou no saque de Cesareia a 13 de janeiro de 726. A par da conquista de Gangra (atual Çankırı) por Abedalá Albatal em 727, este foi um dos maiores êxitos das tropas árabes contra os bizantinos na década de 720.
Alguns meses depois, Maslama comandou outra expedição de verão em território bizantinos a norte. Em 727-728, a sua atenção virou-se para os cazares, cujos ataques tinham atingindo o interior profundo do Azerbaijão. Embora tivesse logrado que eles se retirassem e retomado o controlo do desfiladeiro de Darial, a sua campanha de 728 no Cáucaso revelou-se difícil, sangrenta e pouco conclusiva. As tropas árabes ter-se-iam visto envolvidas em 30 a 40 dias de combates constantes com muito mau tempo, e embora tivessem clamado vitória em batalha contra o o cã cazar em pessoa, a expedição não teve quaisquer resultados e esteve à beira de se saldar numa derrota. Parece evidente que ele fez muito pouco para parar os ataques cazares a sul do Cáucaso, os quais recrudesceram em 729. Maslama foi demitido do seu cargo no mesmo, e substituído por Aljarrá. Apesar disso, ele é mencionado nas crónicas bizantinas de Teófanes, o Confessor como tendo sido o responsável do saque da importante fortaleza bizantina de Carsiano, na Capadócia, ocorrido em finais de 730, embora as fontes árabes atribuam o saque a Moáuia ibne Hixame.
A situação no Cáucaso deteriorou-se rapidamente depois da partida de Maslama. Enquanto Aljarrá estava em campanha no norte da região, os cazares introduziram-se na sua retaguarda e atacaram a sua principal base, Ardabil. Enquanto corria para ajudar a cidade, Aljarrá foi derrotado e morto, e o seu exército foi praticamente aniquilado na Batalha de Marje Ardabil, travada às portas da cidade a 9 de dezembro de 730. O general veterano Saíde ibne Anre Alharaxi conseguiu controlar a situação e derrotou o exército cazar. Apesar disso, o califa nomeou Maslama como o novo governador da Arménia e Azerbaijão. Alegadamente por inveja dos êxitos de Saíde, Maslama prendeu-o e só o libertou por ordem de Hixame. Ao longo de 730 e 731, Maslama limpou as províncias a sul do Cáucaso dos cazares, usando o grande exército posto às suas ordens, avançando depois para lá das montanhas, onde saqueou algumas localidades e derrotou o cã cazar numa batalha planeada. Além disso, recuperou a fortaleza de Babal Aubabe (Derbente), a qual tinha sido ocupada pelos cazares, que tinham envenenado o abastecimento de água e a tinham guarnecido com 24 000 soldados. Apesar desses êxitos, aparentemente considerados insuficientes, Maslama foi substituído a 3 de março de 732 por Maruane ibne Maomé (futuro califa Maruane II). Maslama retirou-se da vida pública após isso, possivelmente para as suas extensas propriedades no norte da Síria. Morreu a 24 de dezembro de 738.